# Jan Jacobszoon Hinlopen
Jan Jacobszoon Hinlopen (10 de mayo de 1626 - 4 de septiembre de 1666) era un rico comerciante de telas holandés, oficial de la guardia cívica, promotor inmobiliario en el Jordaan, concejal del ayuntamiento, y un entusiasmado coleccionista de arte. Habría sido elegido como burgomaestre, si no hubiera muerto a los cuarenta años; edad considerada aceptable para ser elegible. Fue un destacado mecenas de las artes en su época, y se especula sobre ser un protector influyente de Rembrandt y es probable que tuviera buenas conexiones con Gabriel Metsu. Hinlopen, como su suegro, Joan Huydecoper I, fue conocido en la historia de arte por los poemas de Jan Vos que recitan las pinturas de su casa, y a los miembros de su familia. Estas pinturas se extienden por todo el mundo, y los poemas han sido casi completamente olvidados.

## Vida
Jan J. Hinlopen nació como hijo del comerciante Jacob J. Hinlopen (1582–1629), quien comerciaba con especias y adornos navales. Los orígenes de la familia estaban en Brabant, la cual paso posteriormente al sur de los Países Bajos. Después de que Amberes fuera ocupada por los españoles, se ordenó a los protestantes que no quisieran convertirse al catolicismo que vendieran sus casas y posesiones inmobiliarias, y que se fueran. En cuatro años, muchas ciudades flamencas perdieron la mitad de su población al emigrar hacia el norte. Es posible que la familia se haya mudado en una etapa anterior al norte, y en 1572, escapó a Naarden, donde todos los habitantes fueron asesinados en una masacre. De todos modos, los nuevos inmigrantes vivían en una casa de Nieuwendijk, nombrada "Hinlopen" y muy cerca del puerto. El nombre de la casa tiene que ver con Hindelopen, el cual era un pequeño pueblo del norte que produce muchos patrones y marineros.
Después de adquirir la mayoría de edad, Jan J. Hinlopen pasó a vivir con su hermano, Jacob J. Hinlopen, en Leliegracht en la esquina de Keizersgracht, no muy lejos de sus padres, quienes se mudaron a Herengracht. Los hermanos ganaron dinero con un negocio de telas en Warmoesstraat, y constryendo viviendas baratas en el Jordaan. Cuando su madre murió en 1652, siendo hija de un cervecero y burgomaestre de Haarlem y por tanto siendo propietaria de una cervecería, los hermanos Hinlopen heredaron una mansión diseñada por Philips Vingboons, muy bien situada en el bosque entre Baarn, Soest y Hilversum.

### Carrera

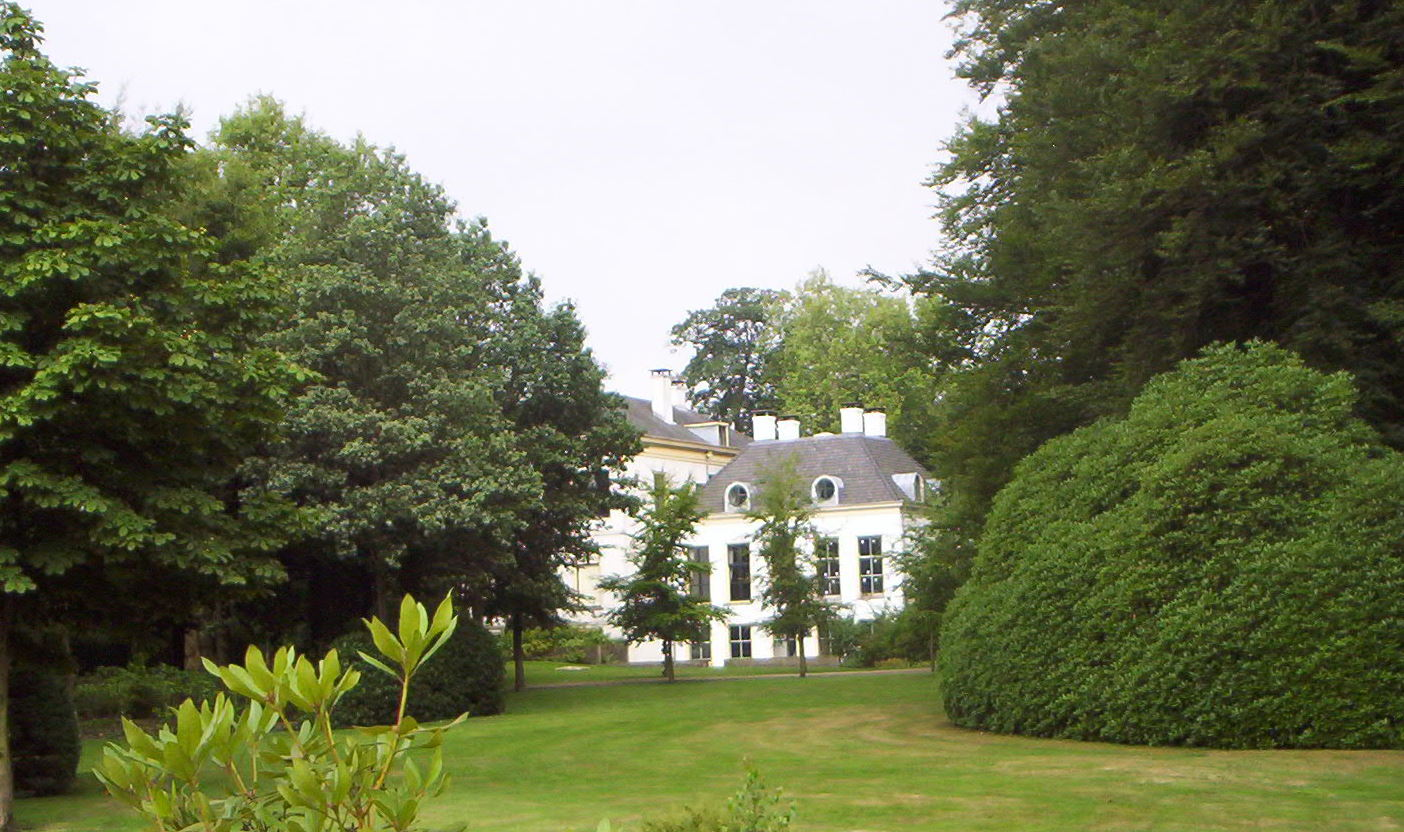
Pijnenburg

Deseando hacer una carrera en la política de la ciudad, Jan se inscribió en la guardia cívica como un alférez en 1651-1653 y en 1655. Sirvió con el capitán Gerrit Reynst, quien también era un coleccionista de arte. Cuándo se inauguró el nuevo ayuntamiento el 29 de julio, Jan participaba en un desfile en la Plaza Dam;  escribió que se descargaron 3 salvas, pero no que su hermano Jacob fuera enviado fuera de la ciudad por un día. En 1656,  fue nombrado funcionario de la ciudad de Nieuwe Kerk. Renunció a los pocos meses, cuando fue nombrado administrador del Ayuntamiento. En el schutterij, Jan fue ascendido a lugarteniente . El 1 de febrero de 1661, Jan fue elegido como schepen. Es posible que haya presenciado la inauguración del cuadro de Rembrandts: "La Conspiración" de Claudius Civilis en el ayuntamiento, así como su eliminación un par de meses después.

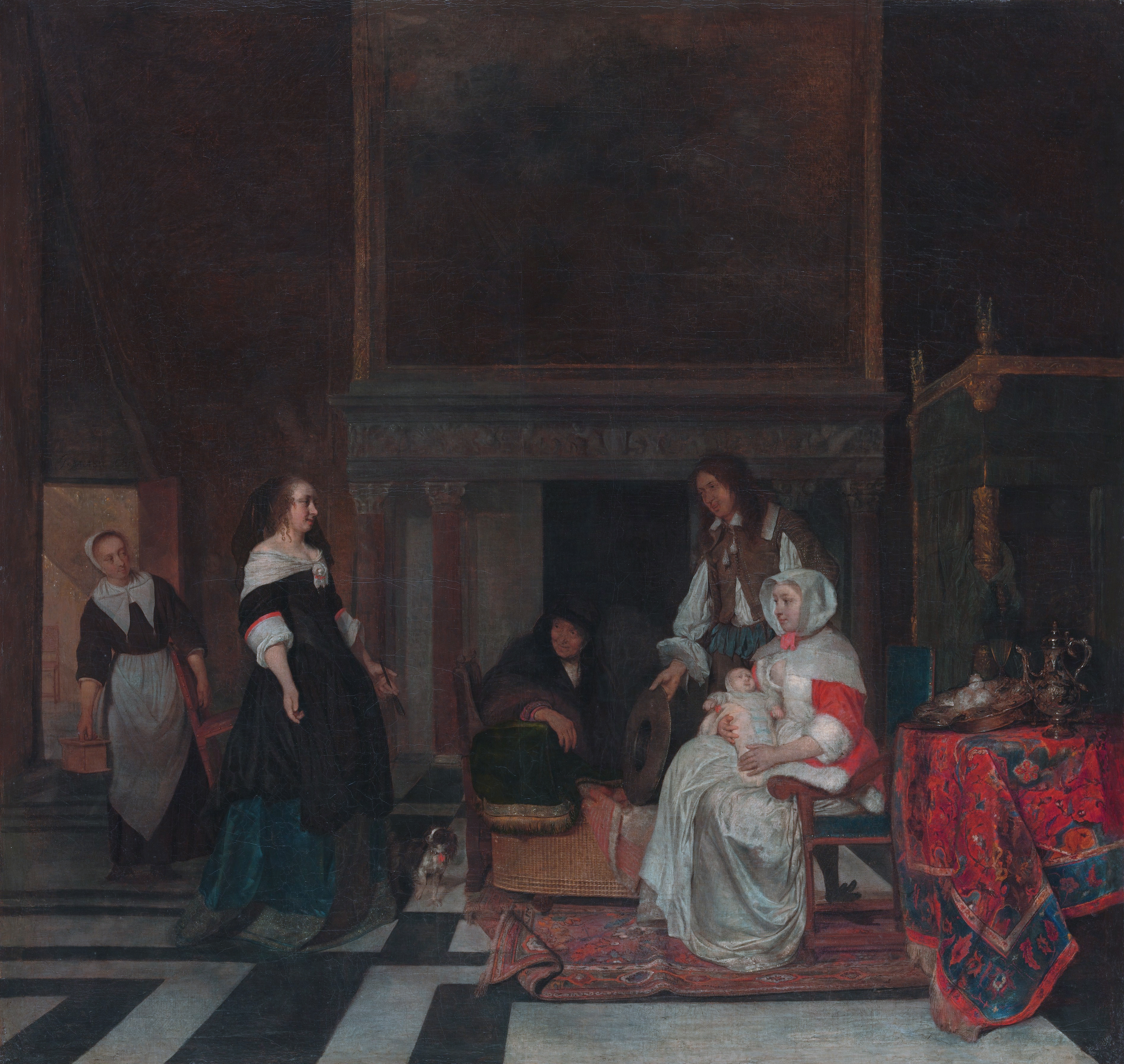
Visita a la guardería, por Gabriel Metsu, ahora en el Museo Metropolitano de Arte (1661). Regalado por J. Pierpont Morgan en 1917

### Familia
Jan y Leonore tuvieron cuatro niños: 
- Jacob (20 de octubre de 1658 - Lage Vuursche, 12 de julio de 1664),
- Johanna Maria (16 de abril de 1659 - 15 de junio de 1706),
- Sara (12 de junio de 1660 - 16 de junio de 1749), y
- Geertrui (1 de enero de 1662 - 14 de agosto de 1663).

JJan Hinlopen tomódistintassnotas de sus horas de nacimiento y su fecha de bautismo en Westerkerk. Su diario adquiere un toque dramático, cuando Jan J. Hinlopen perdió a su hija menor, quien enfermó de sarampión; y cuando su esposa tuvo un aborto espontáneo después de siete meses. Al día siguiente, el 29 de octubre y alrededor de las diez de la noche, el criado Jan llevó al bebé a la iglesia acompañado de otros dos hombres; probablemente los funerarios. El 1 de noviembre, su esposa falleció a las 5:30 de la mañana, estando enferma durante siete días. Su único hijo, Jacob, murió en Pijnenburg, cuando su padre no estaba presente.
El 6 de enero de 1665, Jan se volvió a casar con Lucia Wijbrants en Nieuwe Kerk. En algún momento, Hinlopen se mudó a una casa en Doelenstraat, la cual alquiló a Pieter Carpentier, a una casa en Kloveniersburgwal, frente a Jan Six. Vivía junto a su hermano Jacob J. Hinlopen, quien entonces era superintendente de un hogar de ancianos cercano. Lucía dio a luz a un niño nacido muerto el 11 de noviembre de 1665. En 1666, encargó una pintura a  Bartholomeus van der Helst de Lucia, de él mismo y los perros de la casa, pero mostrando a su primera esposa e hijos fallecidos en el fondo.  Jan J. Hinlopen, de complexión bastante robusta, murió a los cuarenta años. Fue enterrado en la Oude Kerk el 10 de septiembre de 1666, junto a su primera esposa y su bebé.

## Colección de pinturas de Hinlopen

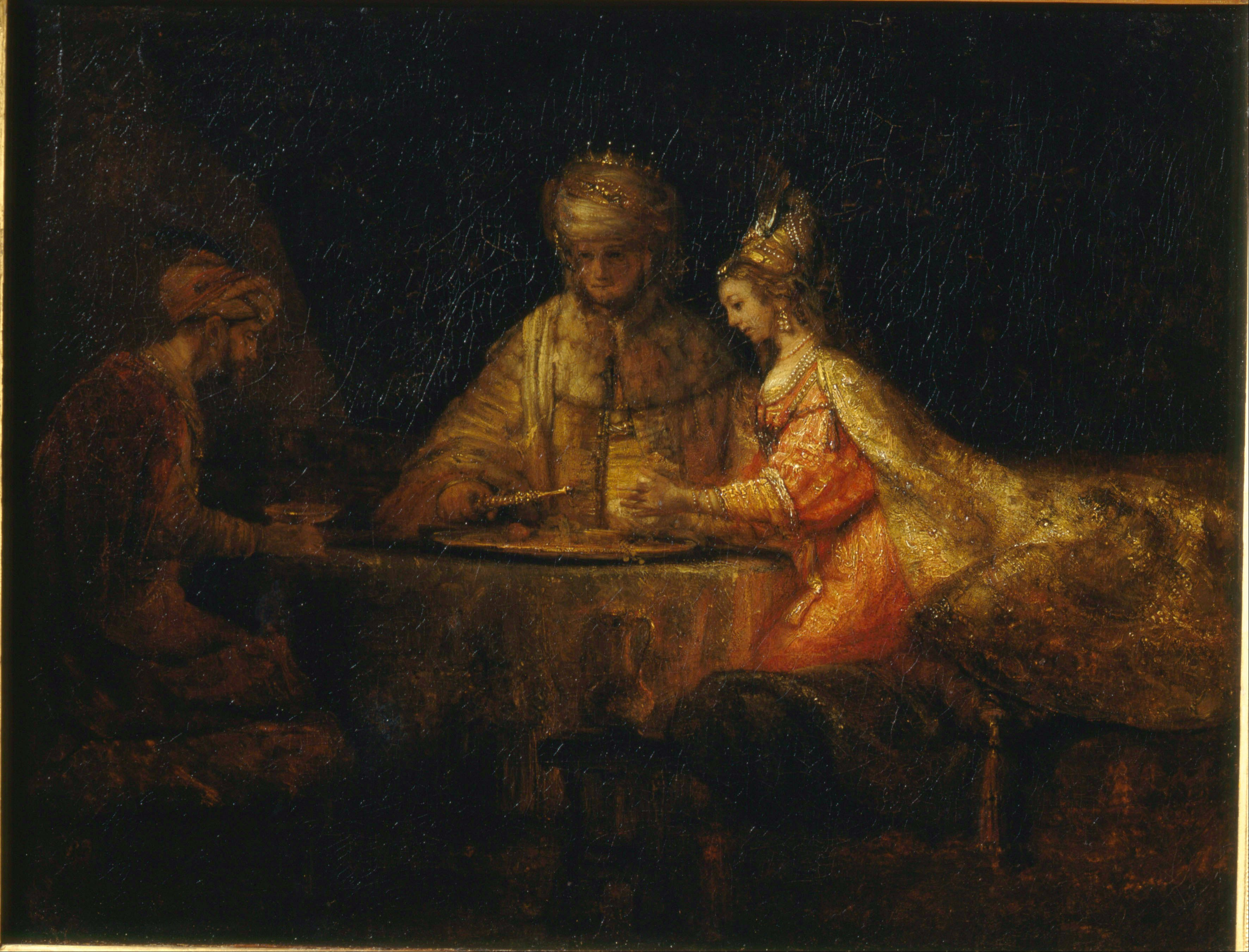
Asuero Y Hamán en el festín de Esther, por Rembrandt (1660). Museo Pushkin, Moscú

Después de su finalización, Rembrandt vendió la pintura Ahasuerus y Haman en el festín de Esther a Jan J. Hinlopen. La pinura está basada en la historia del Antiguo Testamento. Durante un banquete, la esposa del rey persa Asuero; la judía Ester, acusa al favorito del rey, Amán, de conspirar para destruir a su pueblo. Este cuadro puede ser uno de los pocos cuadros de Rembrandt cuya procedencia se remonta al año 1662. Este año, Jan Vos publicó un libro de poesía en el que había varios poemas basados en las pinturas de Jan J. Hinolpen.
En su colección, había dos pinturas de Jan Lievens: La resurrección de Lázaro, ahora en Bristol, y Cristo en la tumba. El cuadro de Bartholomeus van der Helst fue heredado por su segunda esposa, Lucia Wijbrants. Además, tenía un cuadro de flores de Willem van Aelst, y el cuadro de Simon en el templo con Cristo de niño por Gerbrand van den Eeckhout. En su salón mostró a Venus en una nube llena de Cupidos por Rubens, que heredó de su padre: Joan Huydecoper van Maarsseveen.

### Dos pinturas por Metsu
Una de las dos pinturas de Gabriel Metsu pertenecientes a Hinlopen representa a la familia Hinlopen. Esta pintura se encuentra en el Gemäldegalerie de Berlín. Aún no está claro si la pintura del museo Metropolitano de Nueva York también representa a Hinlopen y su esposa. Arnold Houbraken, en 1721, registró esta última pintura como la obra más grande y mejor de Metsu que jamás había visto.
Todavía existe cierta confusión entre los historiadores sobre la historia de una de las pinturas de Metsu, la cual se encuentra ahora en el Gemäldegalerie. Además, no está claro si esta obra es una pintura de género, o un retrato.  Después de que la familia Geelvinck dejó de existir a principio del siglo XIX, se perdieron las huellas de los orígenes reales. Posteriormente, la familia suiza Tschiffely vendió la pintura en 1832. Al final del siglo XIX,  se conocía esta como la representación de la Familie des Kaufmanns Gelfing.  En 1907, el conocido historiador de arte, Hofstede de Groot, mencionó al loro en la pintura del Familie Geelvinck. Sorprendentemente, describió a la pintura como langweilig (aburrida).  En 1984, Bob Haak también la describe como una representación de la familia Geelvinck.

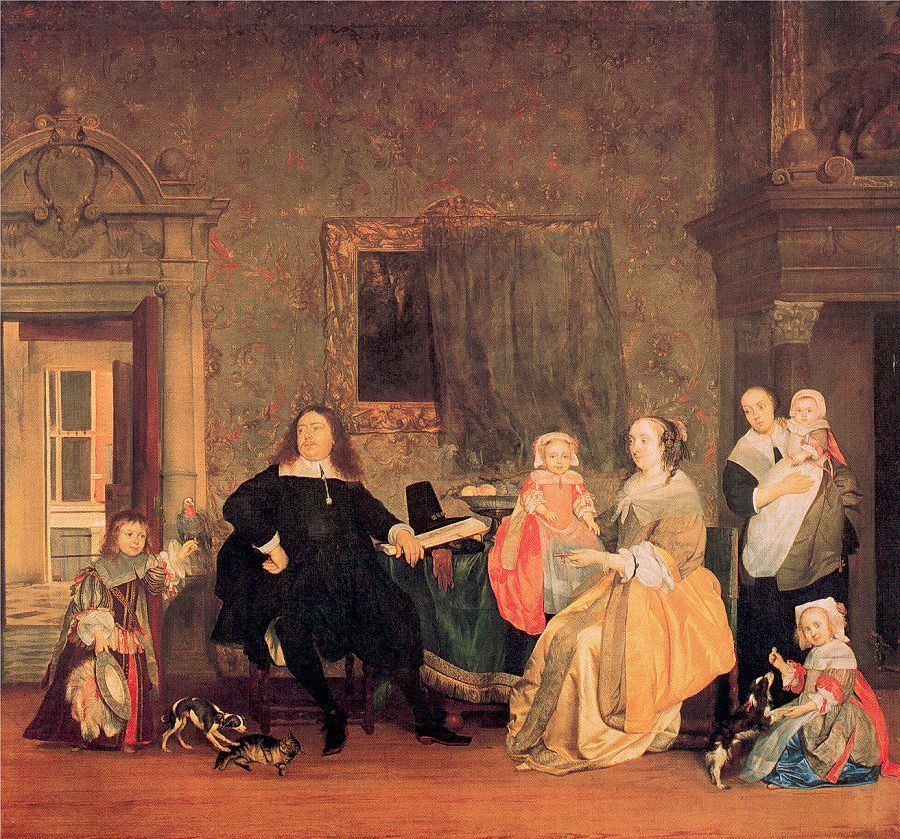
por G. Metsu (1663)

En 1976, Van Eeghen renombró la pintura De familie furgoneta burgemeester Gillis Valckenier, y la fechó en 1657. Esto se basó prinipalmente en el pájaro de la pintura, que van Eeghen imaginó que era un halcón. Irene Groeneweg razona que el pájaro, sostenido por el niño, es un loro amazónico. Otro motivo para dudar de la clasificación es que, según los Archivos de la Ciudad de Ámsterdam, el burgomaestre Gillis Valckenier tenía seis hijos en el momento de la creación del cuadro.
Judith van Gent descubrió que había un parecido con Hinlopen en las obras de Bartholomeus van der Helst y la familia, representadas por Metsu en la pintura de Berlín. Además, encontró apoyo para su punto de vista en el testamento de Hinlopen.  Sin embargo, la pintura sigue siendo denominada erróneamente: La Familia de burgomaestre Gillis Valckenier.
La pintura del Museo Metropolitano de Arte, llamada Visita a la guardería, fechada en 1661, puede representar a la familia Hinlopen. Según Walter Liedtke, existe un cierto parecido. La escena se desarrolla en una habitación imaginaria. La chimenea se parece a la del antiguo ayuntamiento de Ámsterdam, también pintado por Pieter de Hooch. Un invitado es recibido por la nueva madre y su marido, quien se quita el sombrero. Hay un pasaje marino, una pintura de un pescador musculosa en la pared, y alfombras persas en la mesa y el piso. El perro del cuadro podría ser boloñés.
La historia de este cuadro es bien conocida, salvo entre los años 1666 y 1706.  En 1662, Jan Vos publicó un poema sobre este cuadro, perteneciente a Jan J. Hinlopen. La mayor parte de la colección de Jan Hinlopen pasó a sus hijas. En 1680, después del entierro de su hermano y tutor Jacob J. Hinolpen, sus pinturas se dividieron en lotes y se entregaron a sus hijas, pero no se menciona ninguna de las pinturas o pintores.